# Flettner Fl 184
Il Flettner Fl 184 era un autogiro da ricognizione biposto dotato di rotore tripala realizzato dall'azienda tedesca Flettner Flugzeugbau GmbH nel 1936 e rimasto allo stadio di prototipo.
Sviluppato da Anton Flettner sulla base di un precedente progetto mai realizzato, il "Gigant", l'Fl 184 può essere considerato un precursore dell'elicottero o meglio un ibrido che utilizzava un gruppo motoelica per la propulsione abbinato però ad un rotore dotato di controllo cliclico e collettivo.

## Storia

### Sviluppo
Durante la metà degli anni trenta il Reichsluftfahrtministerium (RLM), il ministero incaricato dell'intera gestione e sviluppo dell'aviazione tedesca del periodo, era alla ricerca di nuove soluzioni per ricostruire un'efficiente aeronautica militare ed interessato a valutare un nuovo aeromobile adatto al ruolo di osservazione aerea e collegamento.
A tale scopo venne contattato Anton Flettner che, assieme all'ingegnere Kurt Hohenemser, stava studiando come riversare le esperienze maturate nello studio dell'aerodinamica applicandole agli aeromobili. Il risultato fu il progetto per un autogiro dall'impostazione classica, simile al Cierva C.30 che la Focke-Wulf produceva su licenza, caratterizzato dalla cabina chiusa a due posti in tandem, uno per il pilota ed il secondo per l'osservatore, un grande stabilizzatore verticale, per compensare la coppia, e dall'innovazione dell'applicazione del comando ciclico, dispositivo che permetteva al pilota di inclinare il rotore muovendo la cloche di controllo nella direzione in cui voleva dirigersi.
Nel gennaio 1935 l'RLM approvò il progetto richiedendo la fornitura di tre prototipi per valutazioni comparative ed assegnando al progetto la designazione ufficiale Fl 184. Flettner iniziò lo sviluppo della nuova aerodina concretizzatosi nella costruzione del primo prototipo, identificato come Fl 184 V1 (da Versuchsmuster, modello sperimentale 1) ed immatricolato D-EDVE, che rimase anche l'unico dei tre previsti. Il modello venne portato in volo per la prima volta negli ultimi mesi del 1936 ma le prove vennero svolte per un breve periodo. L'Fl 184 V1 rimase distrutto in un incidente di volo nel dicembre di quello stesso anno dove rimase anche ucciso il pilota collaudatore che era ai suoi comandi. L'episodio, unito all'elaborazione di nuove intuizioni elaborate durante la sua realizzazione, convinsero Flettenr ad abbandonare il suo sviluppo in favore di un modello più elaborato, l'Fl 185.